# Grupno prvenstvo NSO Split 1973./74.
Grupno prvenstvo Nogometnog saveza općine Split je bila liga šestog stupnja nogometnog prvenstva SFRJ u sezoni 1973./74. Prvenstvo je organizirao Nogometni savez općine Split, a sudjelovalo je 5 klubova u kojem je prvak bio klub "Mladost" iz Donjeg Prološca.

## Ljestvica
| mj. | klub                   | ut. | pob. | ner. | por. | gol+ | gol- | bod |
| --- | ---------------------- | --- | ---- | ---- | ---- | ---- | ---- | --- |
| 1.  | Mladost Donji Proložac | 8   | 7    | 0    | 1    | 26   | 11   | 14  |
| 2.  | Borac Glavice          | 7   | 4    | 0    | 3    | 15   | 10   | 8   |
| 3.  | Domagoj Konjsko        | 7   | 2    | 2    | 3    | 22   | 13   | 6   |
| 4.  | Mladost Koprivno       | 7   | 2    | 1    | 4    | 12   | 17   | 5   |
| 5.  | Zagora Primorski Dolac | 7   | 1    | 1    | 5    | 15   | 37   | 3   |

- ljestvica bez dvije utakmice
- Donji Proložac se iskazivao i kao Proložac

## Rezultatska križaljka
| kratica | klub                   | BOR | DOM | MLADP | MLAK | ZAG  |
| --- | ---------------------- | --- | --- | ----- | ---- | ---- |
| BOR | Borac Glavice          |     | 3:0 |       | 3:1  |      |
| DOM | Domagoj Konjsko        |     |     | 2:1   |      | 14:1 |
| MLADP | Mladost Donji Proložac |     |     |       | 3:2  |      |
| MLAK | Mladost Koprivno       |     |     |       |      |      |
| ZAG | Zagora Primorski Dolac |     |     | 2:4   |      |      |
| |                        |     |     |       |      |      |
| podebljan rezultat - utakmice od 1. do 5. kola (1. utakmica između klubova) rezultat normalne debljine - utakmice od 6. do 10. kola (2. utakmica između klubova) rezultat nakošen - nije vidljiv redoslijed odigravanja međusobnih utakmica iz dostupnih izvora rezultat nakošen i smanjen * - iz dostupnih izvora nije uočljiv domaćin susreta prekrižen rezultat - poništena ili brisana utakmica p - utakmica prekinuta 3:0 p.f. / 0:3 p.f. - rezultat 3:0 bez borbe n.i. - nije igrano |                        |     |     |       |      |      |

 Izvori: 

## Unutarnje poveznice
- Prvenstvo NSO Split 1973./74.
- Prvenstvo otoka Hvara 1974.